# Gaspar Quintana Jorquera
Gaspar Quintana Jorquera CMF (* 5. Oktober 1936 in Santiago de Chile) ist ein chilenischer Geistlicher und emeritierter römisch-katholischer Bischof von Copiapó.

## Leben
Gaspar Quintana Jorquera trat der Ordensgemeinschaft der Claretiner bei und empfing am 22. März 1964 die Priesterweihe.
Papst Johannes Paul II. ernannte ihn am 26. Mai 2001 zum Bischof von Copiapó. Der Erzbischof von Santiago de Chile, Francisco Javier Kardinal Errázuriz Ossa, spendete ihm am 1. Juli desselben Jahres die Bischofsweihe; Mitkonsekratoren waren Manuel Gerardo Donoso Donoso SSCC, Erzbischof von La Serena, und Fernando Ariztía Ruiz, Altbischof von Copiapó.
Papst Franziskus nahm am 25. Juli 2014 seinen altersbedingten Rücktritt an.